# Damalis maculata
Damalis maculata är en tvåvingeart som beskrevs av Christian Rudolph Wilhelm Wiedemann 1828. Damalis maculata ingår i släktet Damalis och familjen rovflugor. Inga underarter finns listade i Catalogue of Life.